# U-Bahn Suzhou
Die U-Bahn Suzhou (chinesisch 苏州轨道交通, Pinyin Sūzhóu Guǐdào Jiāotōng) ist das U-Bahn-System der Stadt Suzhou in der Provinz Jiangsu der Volksrepublik China.
Das System umfasst mit Stand Dezember 2024 neun Linien mit 237 Stationen auf einer Gesamtlänge von 345 Kilometern. Eine Verbindung der U-Bahn Suzhou mit der Metro Shanghai über die Linie 11 besteht seit dem 24. Juni 2023.

## Übersicht

Eingang zur Station Leqiao

| Linie     | Anzahl Stationen | Linienlänge     | Anfangsstation ↔ Endstation               | Baubeginn     | Eröffnungstermin | Letzte Erweiterung |
| --------- | ---------------- | --------------- | ----------------------------------------- | ------------- | ---------------- | ------------------ |
| 1         | 24               | 25,7 km         | MuDu ↔ Zhongnanjie                        | 2008          | 28. Apr. 2012    |                    |
| 2         | 35               | 40,4 km         | Sangtiandao ↔ Qihe                        | 25. Dez. 2009 | 28. Dez. 2013    | 2016               |
| 3         | 37               | 45,3 km         | Xinquchengtiezhan ↔ Weiting               | 20. Jan. 2012 | 25. Dez. 2019    |                    |
| 4         | 31               | 41,5 km         | Longdaobang ↔ Tongli                      |               | 15. Apr. 2017    |                    |
| 5         | 34               | 44,1 km         | Taihu Xiangshan ↔ Yangchenghu South       | 2016          | 29. Juni 2021    |                    |
| 6         | 30               | 36,1 km         | Suzhou Xinqu Railway Station ↔ Xinqing Lu | 2018          | 29. Juni 2024    |                    |
| 7         | 33               | 35 km (40,5 km) | Muli ↔ Changlou (-Moyang)                 |               | 1. Dez. 2024     |                    |
| 8         | 28               | 35,5 km         | Xijinqiao ↔ Chefang                       | 2019          | 10. Sep. 2024    |                    |
| 11        | 28               | 41,3 km         | Weiting ↔ Huaqiao                         | 2018          | 24. Juni 2023    |                    |
| Insgesamt | 237              | 345 km          |                                           |               |                  |                    |

## Netz

### Linie 1

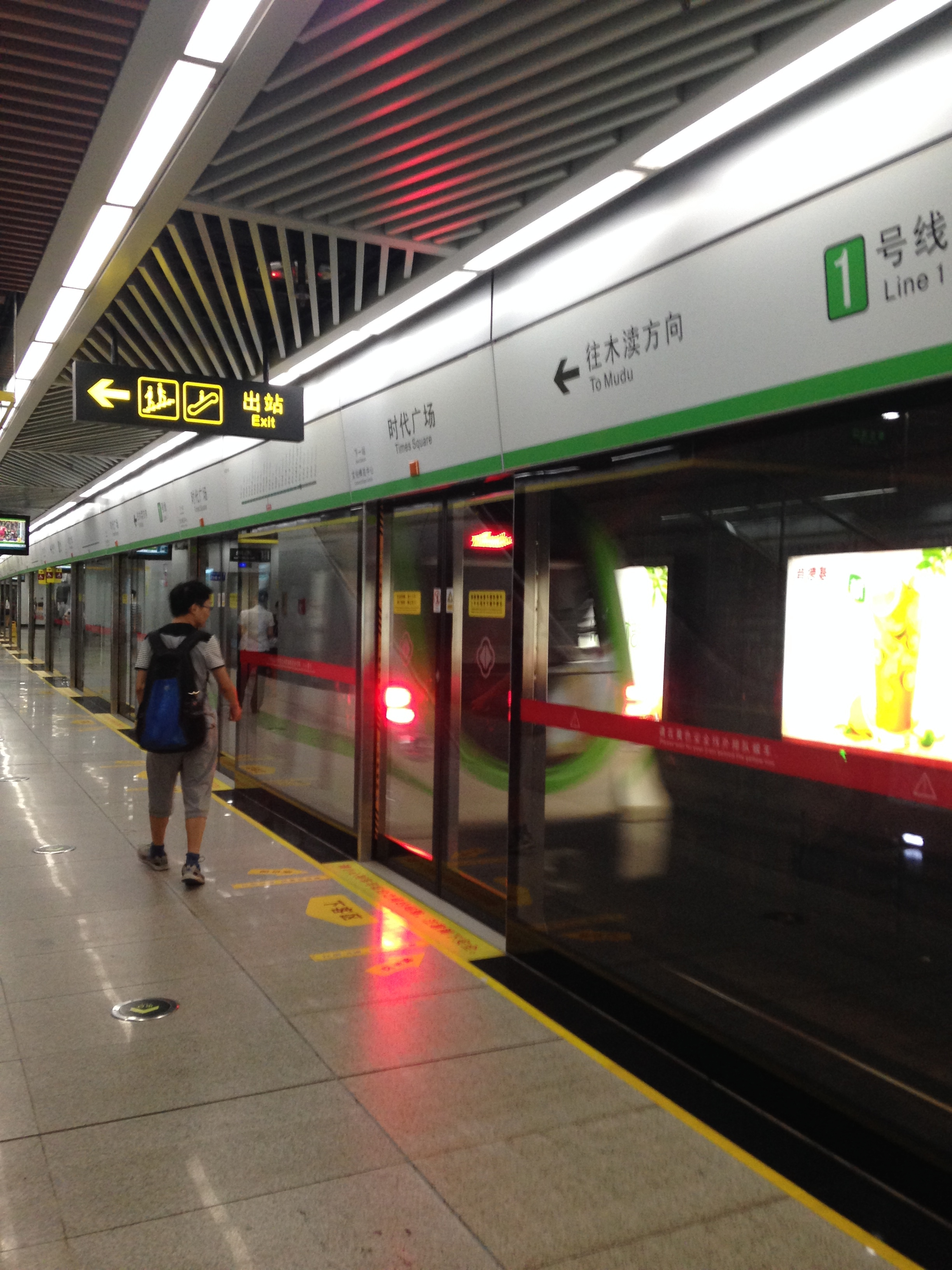
Bahnsteig der Times Square Station

Mit dem Bau der Linie 1 wurde 2008 begonnen. Die Eröffnung war am 28. April 2012. Die Linie 1 ist eine Ost-West-Linie und führt von Mudu im Westen nach Zhongnanjie im Suzhou Industrial Park im Osten. Sie ist 25 Kilometer lang und hat 24 Stationen.

### Linie 2

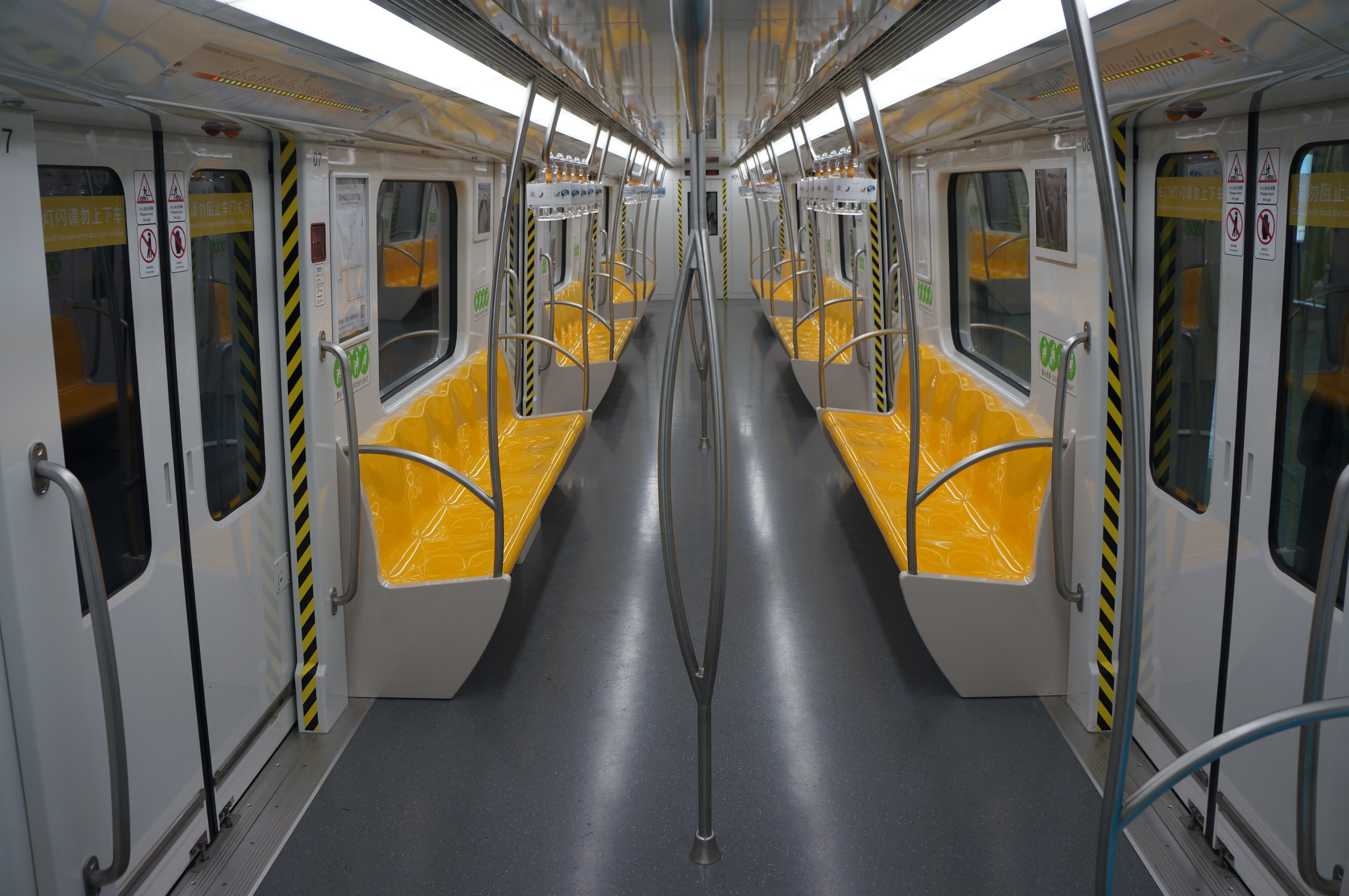
Innenansicht eines Wagens der Linie 2

Mit dem Bau der Linie 2 wurde im Jahr 2009 begonnen. Es handelt sich um eine Nord-Süd-Linie, die von Qihe nach Süden zum U-Bahnhof Sangtiandao führt. Am 28. Dezember 2013 wurde die Teilstrecke von Suzhou North Railway Station nach South Baodai Bridge eröffnet. Damit ist eine Verbindung von der Linie 1 zu den wichtigsten Bahnhöfen Suzhous hergestellt. Die Erweiterung wurde am 24. September 2016 eröffnet.

### Linie 3
Die Linie 3 führt vollkommen unterirdisch von der Station Xinquchengtiezhan im Nordwesten, durch den Wuzhoung-Bezirk im Süden von Suzhou und weiter nach Weiting im Osten. Bei 45,3 Kilometern Länge hat sie 37 Stationen. Baubeginn war im Jahr 2012, die Eröffnung fand Ende 2019 statt.

### Linie 4
Die Linie 4 ist eine weitere Nord-Süd-Linie. Sie beginnt im Norden, westlich der Linie 2 an der Station Suji Road und endet an der Station Pangjin Road im Süd-Südosten von Suzhou. Nach Erreichen des Bahnhofs von Suzhou folgt sie fast exakt dem Verlauf der Renmin Road und Dongwubei Road Richtung Süden, wo sie sich an der Station Hongzhuang in zwei Äste verzweigte. Die Hauptstrecke führt dann weit im Süden über einen leicht westlich ausholenden Bogen nach Osten und erschließt den Distrikt Wujiang, der andere rund elf Kilometer lange abzweigende Ast endete in Muli. Die Linie 4 wurde am 15. April 2017 eröffnet. Im Oktober 2024 wurde der Ast nach Muli an die neueröffnete Linie 7 abgegeben.

### Linie 5
Die Linie 5 mit der Linienfarbe Pink ist eine 44,1 Kilometer lange Durchmesserlinie mit 34 Haltestellen von der südwestlichen Endstation am Bahnhof Taihu Xiangshan im Bezirk Wuzhong bis zu ihrer nordöstlichen Endstation am Bahnhof Yangchenghu Süd im Suzhou Industrial Park. Sie wurde am 29. Juni 2021 eröffnet.

### Linie 6
Die Linie 6 ist eine teilweise in Betrieb befindliche Linie mit derzeit 30 Stationen auf 36,1 Kilometern Streckenlänge. Sie verläuft von Nordwesten nach Südosten und verbindet den neuen Bezirk von Suzhou, das Stadtzentrum im Bezirk Gusu und den Industriepark Suzhou. Die Linie 6, mit Ausnahme der Station Huayun, wurde am 29. Juni 2024 in Betrieb genommen. Aufgrund der Bauarbeiten am Ostbahnhof Suzhou der Tongsujiayong-Eisenbahn ist die Station Huayun noch nicht für den Betrieb geöffnet, was auch dazu führt, dass die Schienenkreuzung von Sangtiandao nicht nutzbar ist. Züge können dort nicht wenden. Daher wird Linie 6 derzeit in zwei Abschnitten betrieben, mit Umstieg an der Station Nanxiebu.

### Linie 7
Die Linie 7 entstand aus dem Ast der Linie 4 von Hongzhuang nach Muli und einer neugebauter Durchmesserstrecke zum Nordbahnhof, die am 1. Dezember 2024 fertiggestellt wurde. Da der Nordbahnhof noch im Bau ist, wird die Linie nur bis Changlou betrieben.

### Linie 8
Die Linie 8 ist eine halbringförmig im Norden und Osten verlaufende Linie. Die Strecke ist 35,5 Kilometer lang, hat 28 Stationen und wurde am 10. September 2024 eröffnet.

### Linie 11

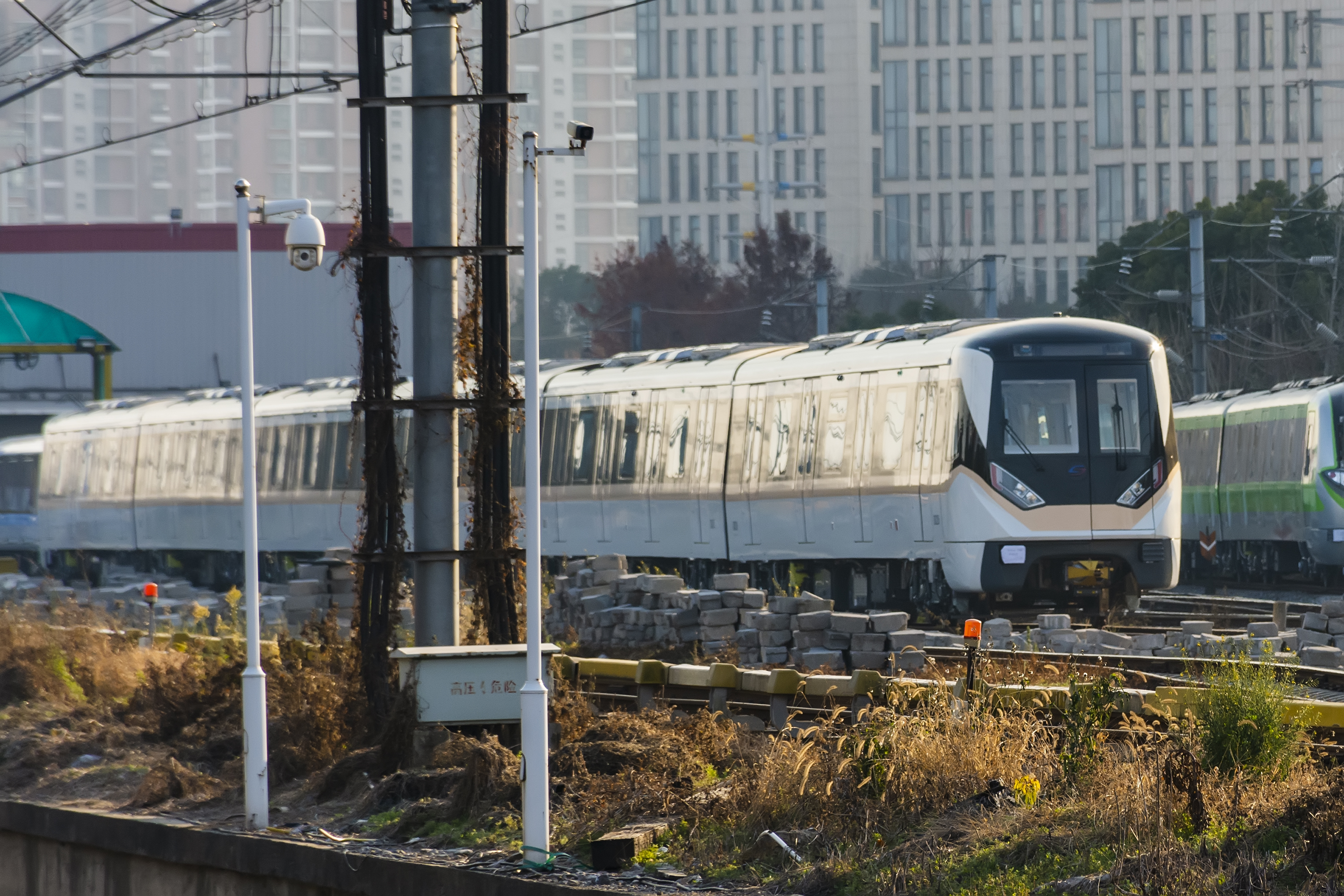
Wagen der Linie 11 im CRRC-Werk Puzhen

Die ursprünglich als S1 bezeichnete Linie 11 ist eine S-Bahnlinie zur Verbindung mit der Linie 11 der Metro Shanghai an der Endstation Huaqiao in Shanghais Westen. Die Linie ist am 24. Juni 2023 in Betrieb gegangen. Seit Juni 2024 werden die Züge der Linie 11 auf die Linie 3 durchgebunden.

## Geplante Linien
Mittelfristig soll das Netz auf 15 Linien mit einer Gesamtlänge von etwa 770 km anwachsen.

Geplantes Liniennetz 2024

| Linie | Anzahl Stationen | Linienlänge | Anfangsstation ↔ Endstation            | Baubeginn | Geplante Eröffnung |
| ----- | ---------------- | ----------- | -------------------------------------- | --------- | ------------------ |
| 2     | 4                | 4,7 km      | Aigehao Lu ↔ Qihe                      | 2022      | 2026               |
| 4     | 4                | 7,2 km      | Guantang Lu ↔ Longdaobang              | 2022      | 2026               |
| 7     | 4                | 7,6 km      | Chunqiu Lu ↔ Moyang                    | 2022      | 2026               |
| 10    | 21               | 90,3 km     | Jingang ↔ Suzhou North Railway Station | 2023      | 2028               |